# Richard Divila
Ricardo Ramsey Divila, detto Richard (San Paolo, 30 maggio 1945 – Magny-Cours, 25 aprile 2020), è stato un ingegnere brasiliano.

## Biografia
Divila nacque a San Paolo il 30 maggio 1945 e si laureò in ingegneria aeronautica presso la Faculdade de Engenharia Industrial.
Divila aveva una forte amicizia con Emerson e Wilson Fittipaldi e negli anni '60 iniziò a progettare per loro kart e vetture sportive per la Formula Vee e altre serie minori europee.

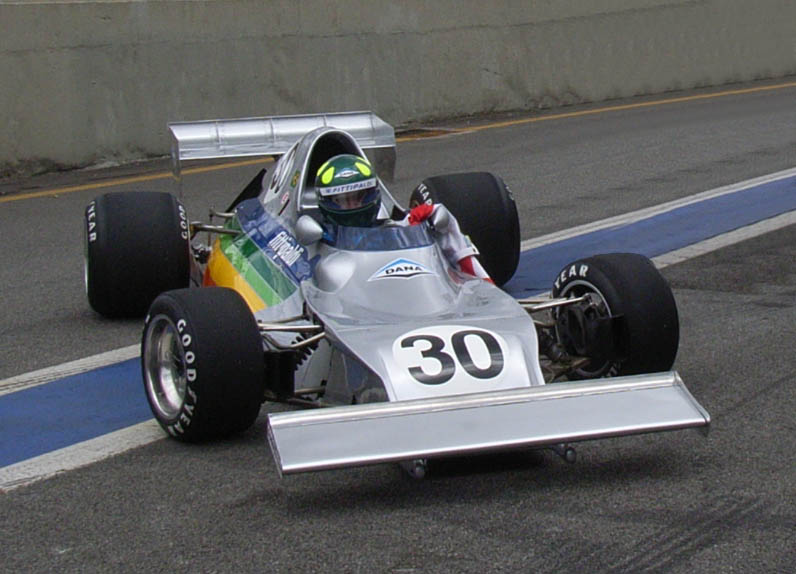
La Fittipaldi FD01, prima vettura di Formula 1 progettata da Divila

Quando nel 1974 i fratelli Fittipaldi crearono il team di Formula 1 Fittipaldi Automotive Divila venne nominato direttore tecnico e mantenne l'incarico fino al 1977. In quel periodo sviluppò quattro vetture che vennero denominate FD, dalle iniziali di Fittipaldi e Divila. Rimase nel team con incarichi tecnici e come ingegnere di pista fino alla sua chiusura nel 1982, quando gli venne affidata la progettazione della F9, ultima vettura usata dalla squadra.
Negli anni '80 Divila fondò la propria impresa di sviluppo e consulenza e tra i primi clienti vi furono March, Ralt e ADA Engineering, per cui progettò una vettura di gruppo C2, i team di CART Patrick Racing, Hemelgarn Racing e Provimi Veal Racing, e la Jordan con cui collaborò per la Formula 3 e la Formula 3000.
Nel 1987 Divila fu assunto dal team di F3000 First Racing, di proprietà di Lamberto Leoni, con il ruolo di direttore tecnico. Tra il 1988 e il 1989 progettò una vettura di Formula 1 per il team, intenzionato a debuttare nella massima categoria nel campionato 1989. Nel 1990, dopo il mancato debutto della First, Ernesto Vita acquistò la vettura progettata da Divila e la riadattò al suo motore W12 e ai regolamenti della stagione 1990 creando così la Life F190. Divila, che nutrì seri dubbi sulla vettura, disconobbe il progetto e intentò azioni legali per evitare che il suo nome venisse ulteriormente accostato alla Life.
Nel 1989 Divila tornò in Formula 1 per una breve esperienza come capo ingegnere della Ligier, seguita da un'altra esperienza con la Fondmetal nel 1991 e nel 1992 venne assunto dalla Minardi, nella quale lavorò come ingegnere di gara di Christian Fittipaldi, figlio di Wilson.
Dopo la parentesi in Minardi, tra il 1992 e il 1995 lavorò per i team di Formula 3000 Apomatox e DAMS, iniziò una collaborazione con Courage e Pescarolo per la 24 Ore di Le Mans e venne nominato direttore tecnico della Nissan Europe dove lavorò sui programmi di rally e sulla Primera Super Touring; in seguito lavorò anche per la Nismo, in particolare per i campionati Gran Turismo giapponesi. Tra il 1997 e il 1998 Divila lavorò per i programmi turismo del Team Rosberg.
Nel 2000 Divila tornò in Formula 1 come direttore della ricerca e sviluppo della Prost, supportando anche il programma di Formula 3000 della scuderia francese. Dopo la chiusura della Prost nel 2001 Divila si focalizzò principalmente sulla collaborazione con la Nissan, lavorando in particolare sul campionato Super GT giapponese e sulla Super Formula. Nel 2009 si trasferì alla Toyota salvo ritornare in Nissan poco dopo. Divila divenne capo ingegnere del progetto Nissan DeltaWing e tra il 2011 e il 2016 fu ingegnere di gara per la Greaves Motorsport in vari campionati.
Nel 2016 Divila venne nominato direttore tecnico della Formula Vee in Brasile e nel 2019 venne inserito nella direzione tecnica della Formula 4 brasiliana.
Divila è deceduto a Magny-Cours, dove viveva, il 25 aprile 2020 a 74 anni a causa di un aggravamento delle sue condizioni di salute dopo che gli venne diagnosticato un tumore al pancreas e poco dopo subì un ictus.